# Xã Norway Lake, Quận Kandiyohi, Minnesota
Xã Norway Lake (tiếng Anh: Norway Lake Township) là một xã thuộc quận Kandiyohi, tiểu bang Minnesota, Hoa Kỳ. Năm 2010, dân số của xã này là 274 người.